# Salar d'Empexa
Le salar d'Empexa est un salar situé dans le département de Potosí en Bolivie.

## Géographie
Le salar d'Empexa est une cuvette salée dans le département de Potosí, dans l'Altiplano. Il s'est formé par évaportaion partielle d'un grand lac intérieur appelé Minchin qui a aussi donné naissance au salar d'Uyuni et au lac Poopó. Il mesure environ 483 km² (50 km sur 30) dont une partie en sel pur de 138 km² (26,9 km sur 10,3). Il est relié par des infiltrations d'eau au salar de Michincha et au salar de Coposa.

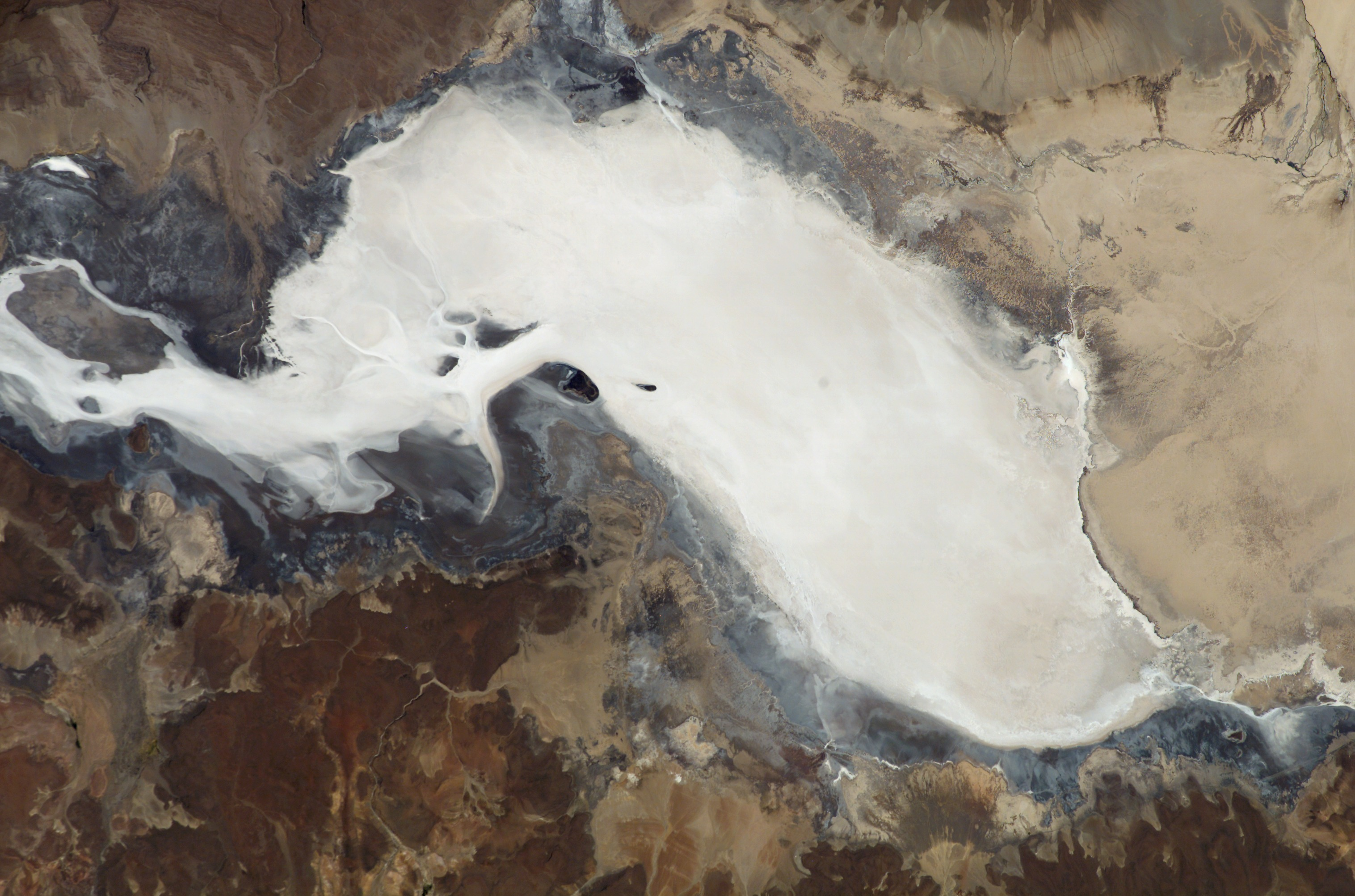
Le salar d'Empexa, photographie satellitaire du 8 décembre 2007.